# Cerro Progreso
Cerro Progreso är en ort i Mexiko.   Den ligger i kommunen San Juan Lalana och delstaten Oaxaca, i den sydöstra delen av landet, 400 km sydost om huvudstaden Mexico City. Cerro Progreso ligger 474 meter över havet och antalet invånare är 358.
Terrängen runt Cerro Progreso är kuperad österut, men västerut är den bergig. Runt Cerro Progreso är det glesbefolkat, med 12 invånare per kvadratkilometer. Närmaste större samhälle är Ignacio Zaragoza, 10,0 km norr om Cerro Progreso. I omgivningarna runt Cerro Progreso växer i huvudsak städsegrön lövskog.